# Johann Baptist Emanuel Pohl

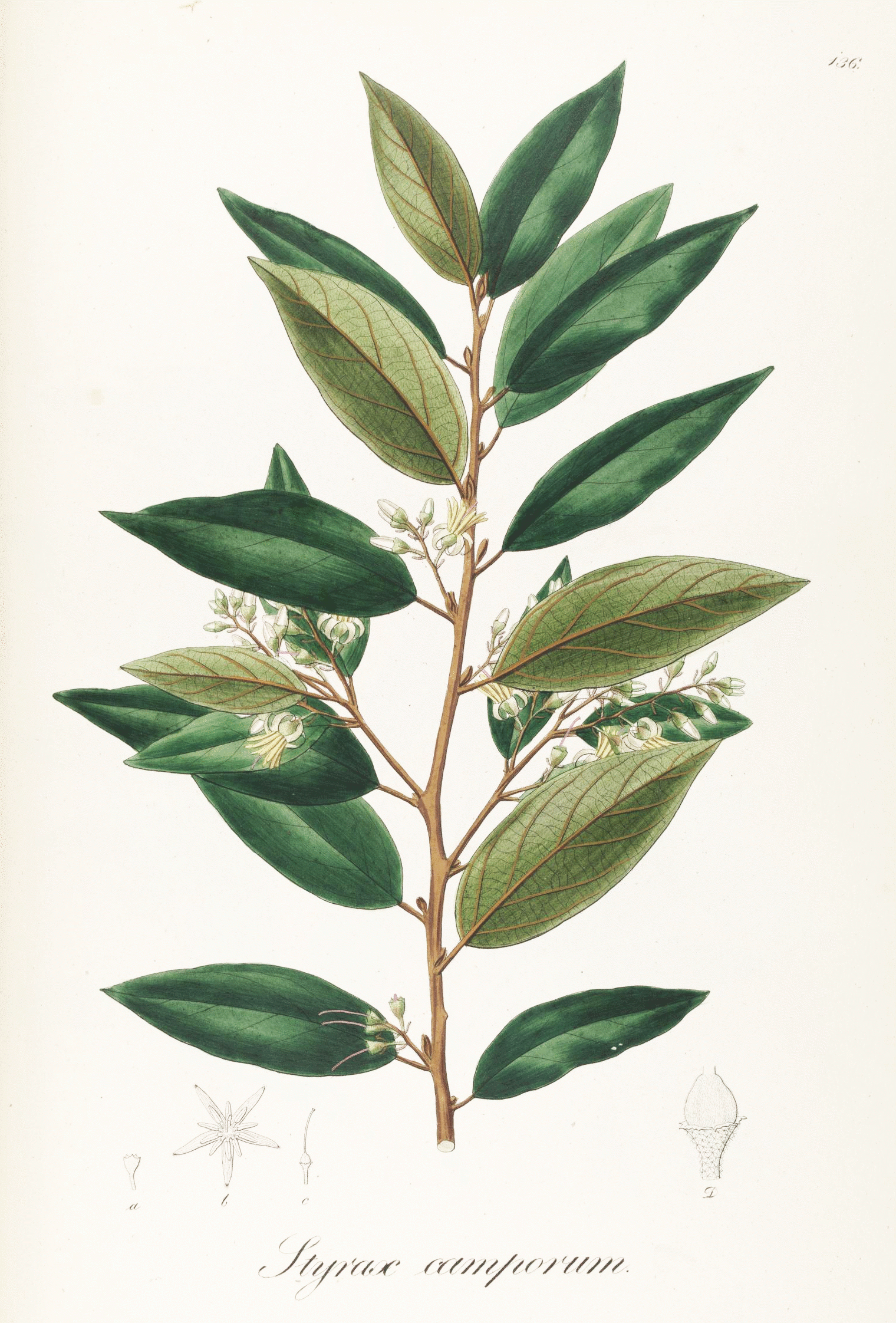
Ilustración de Pohl sobre Styrax camporum: Plantarum Brasiliae icones et descriptiones hactenus ineditae Vol. 1. (1827)

Johann Baptist Emanuel Pohl (22 de febrero de 1782, Kanitz, Bohemia – 22 de mayo de 1834, Viena ) fue un botánico, entomólogo, geólogo, y médico.

## Biografía
Pasó mucho tiempo de sus primeros años con su tío, en Politz; que era amante de la botánica, y recomendaba estudiar las plantas durante sus excursiones.
Completa sus estudios en la escuela pública en Politz, y va al Gymnasium en Praga, para pasar a la Universidad, estudiante de Filosofía. Hace la currícula médica y se gradúa de Doctor en Medicina, en 1808. Pero siempre mantuvo su interés en la botánica. Tanto que comienza a publicar el resultado de su trabajo a campo en varios journals, creando un herbario, y es elegido en la Regensburg Botanical Society.
Como médico, Pohl enseña en la Universidad, y sirve en un hospital militar en Náchod. Luego, toma parte en la fundación, en Praga, de un nuevo hospital de caridad para enfermos y convalecientes.
De 1811 a 1817, Pohl enseña botánica en un jardín establecido por el Conde Joseph M. von Canal (1745-1826). Ese "Canalschen Garten" fue centro de estudios botánicos y de enseñanza, atrayendo legiones de botánicos de Europa Central.
En 1817, Pohl ya era un reconocido botánico, y acepta una invitación para unirse a una Comisión Científica Austríaca para viajar a Sudamérica, en 1817 y “explorar el Reino Brasileño”. Existió una razón de Estado, pues había un casamiento real —Don Pedro, el hijo mayor del rey Juan VI de Portugal, de Brasil y Algarves, y la Archiduquesa María Leopoldina de Austria, hija de Francisco I, Emperador de Austria. Luego entre los invitados a la boda en Brasil, participan la pléyade de científicos. La visita científica al Brasil fue idea del Canciller del Imperio Austríaco, Klemens von Metternich, quien aguardaba resultados óptimos de la investigación en flora, fauna, recursos, cultura, población, manufacturas, etc. Además de Pohl, el contingente de botánicos incluía a Johann Christian Mikan (1769-1844), Karl Friedrich Philip von Martius (1794-1868), y a Giuseppe Raddi (1770-1829).
En el verano de 1817, Pohl y Raddi zarpan en un buque de guerra desde el puerto de Livorno, arribando a Río de Janeiro el 7 de noviembre. Raddi retorna a Europa al siguiente año, y Pohl, se queda cuatro años; excursionando las provincias de Minas Gerais, Goias, Bahia, Río de Janeiro, y treinta ríos brasileños. Coleccionó arriba de 4.000 diferentes especies. Y además, Pohl trabajó en mineralogía y en zoología. Investigó minas de oro y de diamantes.
Pero a consecuencia de esos trabajos, su salud tuvo serios problemas, obligándolo a retornar a Viena en 1821.
Hasta su deceso en 1834, fue destacado en la comunidad científica, siendo curador en el Museo de Historia Natural de Vienna, y el Museo Brasileño de Viena.
Aún antes de su viaje al Brasil, Johann Pohl había escrito numerosos artículos, aparecidos en la "Regensburger botanische Zeitung", y en otros journals. En 1809, la 1.ª parte de su "Tentamen florae bohemicae se imprime, y en 1812 ve la publicación de una pequeña obra, "Des Freiherrn von Hochberg botanischer Garten zu Hlubosch". Ambos textos se publican en Praga, pero sus mayores obras de Brasil se realizan en Viena. El primer volumen de "Reise im Innern von Brasilien" sale en 1832; y el 2.º, luego de su deceso, en 1837, Plantarum Brasiliae (íconos y descripciones, se publica en dos volúmenes—1826-1828 y 1828-1833. Una de las ediciones era en blanco y negro, pero la otra, contiene doscientas litografías coloreadas a mano, de las ilustraciones de Wilhelm Sandler.

## Obra
- Adumbrationes plantarum juxta exemplaria naturalia. 1804

- Tentamen florae Bohemiae. 1809-1814

- Plantarum Brasilliae icones et descriptiones hactenus ineditae. 1826–1833

- Reise im Inneren von Brasilien. 1832–1837

- La abreviatura «Pohl» se emplea para indicar a Johann Baptist Emanuel Pohl como autoridad en la descripción y clasificación científica de los vegetales.[2]

## Fuente
- Gaspar, Lucía. Viajantes de tierras brasileñas - Documentos existentes en el acervo de la Biblioteca Central Blanche Knopf. Fundación Joaquim Nabuco. Recife.

- Erickson, Robert. E. 2000. Johann Baptist Emanuel Pohl, 1782 - 1834. MBG, EE. UU.

## Literatura
- Sylk Schneider. Johann Baptist Emanuel Pohl und Goethe. En: Sylk Schneider, Goethes Reise nach Brasilien, Weimar 2008 ISBN 978-3-937939-69-8; pp. 110–114